# Remo (peuple)
Pour les articles homonymes, voir Remo.
Les Remos sont un peuple indien du Pérou habitant entre les rivières Tapiche et Calleria dans le département d'Ucayali.

## Langue
Leur langue est éteinte et appartenait à la famille des Langues panoanes.

## Histoire
Ernest Grandidier a rencontré le peuple Remos lors de son voyage au Pérou en 1858. 